# رانندگان فرمول یک اهل استرالیا

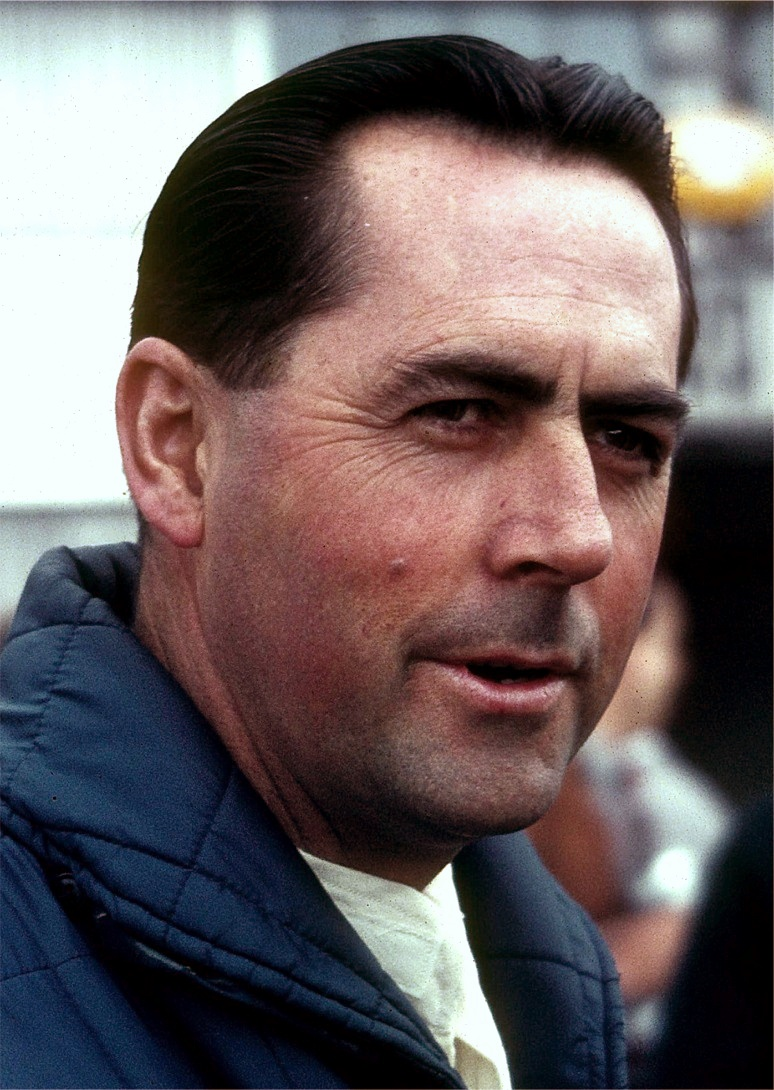
جک برابام، موفق‌ترین رانندهٔ استرالیایی فرمول یک، سه‌بار به مقام قهرمانی جهان دست یافته‌است.

تاکنون ۱۸ رانندهٔ فرمول یک اهل استرالیا در مسابقات جهانی فرمول یک شرکت کرده‌اند که ۱۵ نفر از آن‌ها از زمان آغاز مسابقات قهرمانی جهان در سال ۱۹۵۰ دست کم در یک مسابقه حضور داشته‌اند، و ۳ نفر دیگر نیز از احراز صلاحیت جا مانده‌اند. دو رانندهٔ استرالیایی تا امروز موفق به کسب عنوان قهرمان رانندگان جهان شده‌اند: جک برابام، که سه بار این عنوان را کسب کرده‌است، و آلن جونز که آخرین قهرمان استرالیایی جهان بوده‌است. دنیل ریکاردو و اسکار پیاستری تنها راننده های استرالیایی در فصل جاری و فعال در این ورزش هستند

## قهرمانان جهان و برندگان مسابقه‌ها
دو رانندهٔ استرالیایی برندهٔ عنوان قهرمانی رانندگان جهان شده‌اند: جک برابام در فصل‌های ۱۹۵۹، ۱۹۶۰ و ۱۹۶۶، و آلن جونز در فصل ۱۹۸۰. برابام تنها راننده‌ای است که با یکی از خودروهای خودش به عنوان قهرمانی دست یافته‌است (یک خودروی برابام در فصل ۱۹۶۶). دوازده راننده استرالیایی دیگر نیز دست کم یک مسابقه را شروع کرده‌اند که از میان آن‌ها مارک وبر و دنیل ریکاردو تنها رانندگانی هستند که حداقل در یک گراند پری به پیروزی رسیده‌اند.

## رانندهٔ کنونی
دنیل ریکاردو، که در سال ۲۰۱۱ نخستین حضورش در فرمول یک را تجریه کرد، اولین رانندهٔ اهل استرالیای غربی بود که وارد مسابقات فرمول یک شد. او در سال ۲۰۱۱ به‌عنوان یک رانندهٔ آزمایشی به تیم رد بول پیوسته‌بود و برای سال ۲۰۱۰ به‌عنوان رانندهٔ ذخیرهٔ این تیم منصوب شد. او در نیمهٔ دوم فصل ۲۰۱۱ به تیم اچ‌آرتی قرض داده‌شد و سپس در فصل ۲۰۱۲ به‌عنوان رانندهٔ تمام‌وقت به تیم تورو روسو پیوست. ریکاردو پس از آنکه در فصل ۲۰۱۳ نیز با تورو روسو باقی ماند، برای فصل بعدی به رد بول ریسینگ منتقل شد و تا پایان فصل ۲۰۱۸ برای این تیم رانندگی کرد. او در طول دوران همکاری خود با رد بول مجموعاً در ۷ مسابقه پیروز شد و ۲۹ بار بر روی سکو رفت. او برای فصل ۲۰۱۹ به رنو ملحق شد و اکنون نیز برای این تیم رانندگی می‌کند.
- دنیل ریکاردو
جایگاه در فصل ۲۰۲۴: دوازدهم

## رانندگان سابق

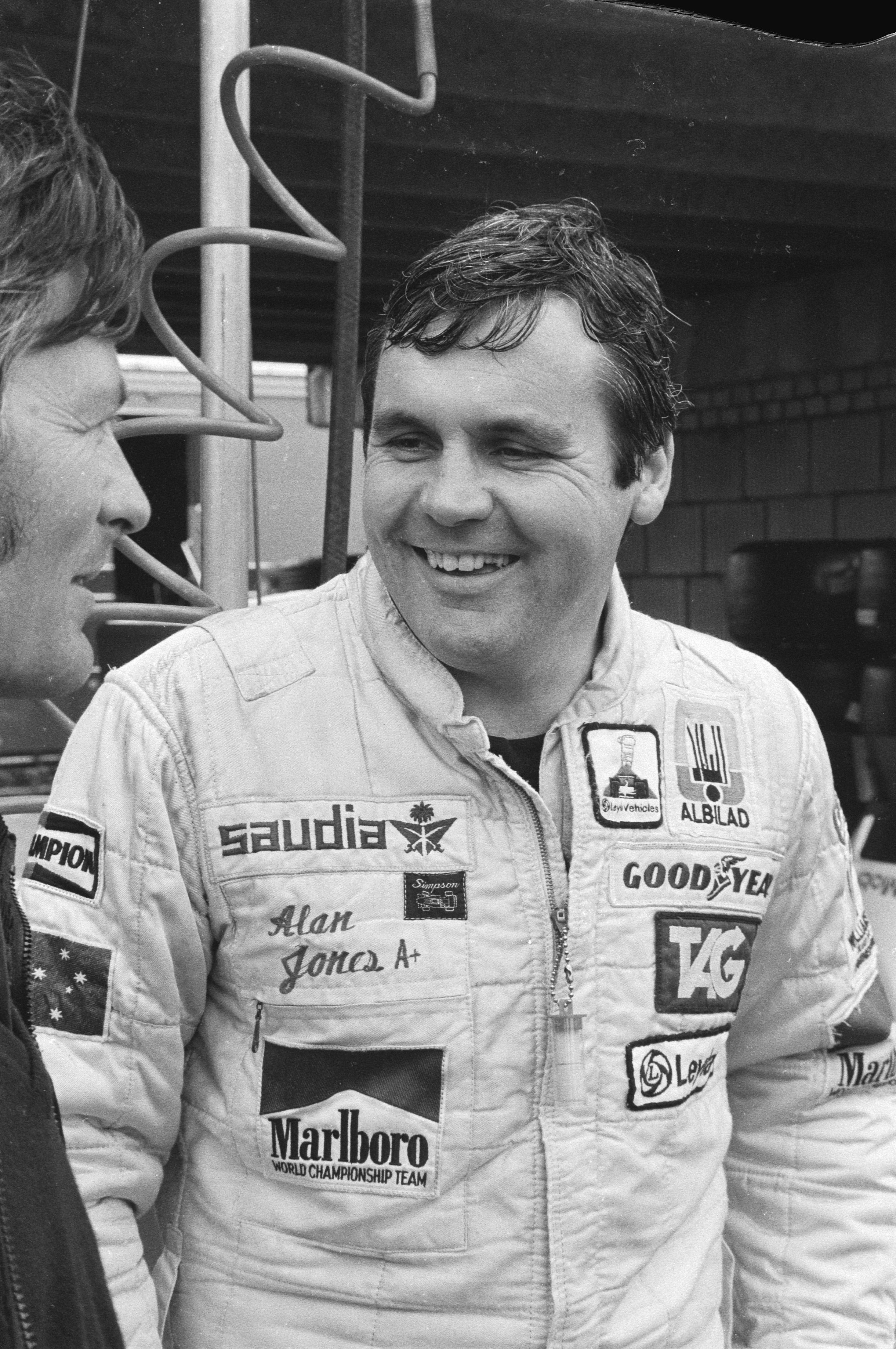
آلن جونز در سال ۱۹۸۰

جک برابام با کسب سه عنوان قهرمانی جهان، موفق‌ترین رانندهٔ استرالیایی تاریخ است. او در هریک از فصل‌های ۱۹۵۵ و ۱۹۵۶ به یک گراند پری وارد شد و سرانجام به‌عنوان یک رانندهٔ تمام‌وقت به کوپر پیوست. او در پنج مسابقه از هشت مسابقهٔ فصل ۱۹۵۹ بر روی سکو رفت که شامل دو پیروزی نیز می‌شدند. این فصل نخستین مقام قهرمانی جهان را برای او به‌همراه داشت. برابام پس از این و در سال بعد نیز با پیروزی در پنج مسابقهٔ پیاپی این عنوان را برای خود حفظ کرد. با تغییرات صورت‌گرفته در قوانین مسابقات برای فصل ۱۹۶۱، تحولاتی در تیم‌ها رخ داد و کوپر این تغییرات را نپذیرفت؛ در نتیجه برابام نیز تنها موفق شد دو مسابقه را به پایان برساند. دانسته‌های او در زمینهٔ مکانیک این فرصت را در اختیارش قرار داد تا از فصل ۱۹۶۱ تیم خودش را تشکیل دهد و تیم برابام به یکی از مهم‌ترین تیم‌ّای فرمول یک تبدیل شد. پیروزی تاریخی زمانی رقم خورد که جک برابام تبدیل به نخستین شخصی شد که سوار بر خودرویی با نام خودش موفق به کسب مقام قهرمانی جهان می‌شد.
جک برابام سه فرزند پسر داشت که دو نفر از آن‌ها وارد ورزش فرمول یک شدند. دیوید برابام در دو فصل از مسابقات حضور یافت – ۱۹۹۰ با تیم برابام و ۱۹۹۴ با سیمتک – اما تنها هفت مسابقه را به پایان رساند و بهترین نتیجهٔ به‌دست آمده توسط او، جایگاه دهم بود. گری برابام نیز در دو بار تلاش در فصل ۱۹۹۰ موفق نشد صلاحیت خود برای حضور در مسابقه را محرز کند.
آلن جونز در سال ۱۹۷۵ و در زمانی وارد فرمول یک شد که تیم گراهام هیل او را برای جایگزینی با رولف اشتوملن مصدوم وارد مسابقات کرد. او توجه مقامات تیم را به‌اندازه‌ای جلب کرد که بتواند یک صندلی مسابقه‌ای دائمی در تیم سرتیز را از آن خود کند، اما برای دومین فصل موفق نشد با این تیم باقی بماند. در مقابل، او پس از مرگ تام پرایس، رانندهٔ تیم شدو ریسینگ، قراردادی را با این تیم به امضا رساند و نخستین پیروزی خود را در جایزه بزرگ اتریش ۱۹۷۷ کسب کرد. در سال ۱۹۷۸ او به ویلیامز پیوست تا در اولین فصلی که این تیم با شاسی هدفمند خود در مسابقات حضور می‌یافت، همراه آن‌ها باشد. او در این فصل تنها حدود نیمی از مسابقه‌ها را به پایان رساند و فقط یک‌بار بر روی سکو رفت. دومین فصل همکاری او با ویلیامز موفقیت‌های قابل توجهی را به‌همراه داشت و او در راه دستیابی به جایگاه سوم در رده‌بندی قهرمانی، در چهار مسابقه به پیروزی رسید. او با پنج پیروزی و ده بار رفتن بر روی سکو در فصل ۱۹۸۰، عنوان قهرمانی جهان را از آن خود کرد، و در نتیجه به نخستین راننده‌ای تبدیل شد که با تیم ویلیامز به این مقام دست می‌یافت. رابطهٔ پیچیدهٔ جونز با هم‌تیمی خود کارلوس روتمان مشکلاتی را برای او ایجاد کرد و باعث شد تا نلسون پیکه بتواند هردوی آن‌ها مغلوب کرده و مقام قهرمانی جهان را در سال ۱۹۸۱ کسب کند. متعاقباً جونز نیز از مسابقات فرمول یک بازنشست شد. او در سال ۱۹۸۳ تنها در یک مسابقه با تیم اروز حضور یافت، اما موفق نشد مسابقه را به پایان برساند. پس از آن او در فصل ۱۹۸۵ در چهار مسابقه برای تیم لولا رانندگی کرد. او برای فصل ۱۹۸۶ نیز با تیم لولا باقی‌ماند، اما از میان ۱۶ مسابقهٔ فصل، تنها پنج مسابقه را به پایان رساند و سپس به‌طور کلی از فرمول یک بازنشست شد.
مارک وبر در مقایسه با هر رانندهٔ استرالیایی دیگری، حضور در مسابقات بیشتری را تجربه کرده‌است و سه‌بار نیز در پایان فصل در ردهٔ سوم قهرمانی رانندگان قرار گرفته‌است. او فعالیت حرفه‌ای خود را با تیم میناردی در سال ۲۰۰۲ آغاز کرد و سپس دو سال را با تیم جگوار سپری کرد. او که با دو گزینهٔ رانندگی برای ویلیامز و رنو روبرو بود، تصمیم گرفت تا بی ویلیامز، که یک تیم با موفقیت‌های بسیاری در گذشته بود، بپیوندد. با این حال، رنو یک خودروی توانا برای کسب قهرمانی را ساخت که در دو فصل بعدی ۲۰۰۵ و ۲۰۰۶ فرناندو آلونسو را به مقام قهرمانی رانندگان رساند. در مقابل وبر تنها موفق شد در این دو فصل به‌ترتیب جایگاه‌های دهم و چهاردهم را کسب کند و خیلی زود به تیم سابق خود، که اکنون با نام جدید رد بول در مسابقات حضور داشت، بازگشت. وبر در سومین فصل همکاری‌اش با این تیم (۲۰۰۹) پیروزی‌های جدیدی را در نوربورگ‌رینگ و اینترلاگوس کسب کرد. در سال بعد او به کسب عنوان قهرمانی بسیار نزدیک شد، اما پس از انجام یک پیت‌استاپ ضعیف در مسابقهٔ نهایی، به ردهٔ هفتم رده‌بندی قهرمانی سقوط کرد و قهرمانی نسیب هم‌تیمی او، سباستیان فتل شد. وبر برای سه فصل بعدی نیز با رد بول باقی‌ماند و این سه‌فصل را به‌ترتیب در جایگاه‌های سوم، ششم و سوم به پایان رساند.

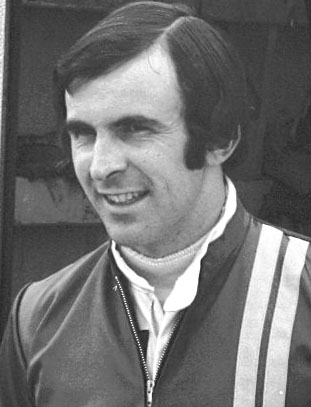
تیم شنکن در سال ۱۹۷۱

تیم شنکن یکی از پنج رانندهٔ استرالیایی است که موفق شده‌اند در مسابقات فرمول یک بر روی سکو بروند. دوران فعالیت او در فرمول یک از سال ۱۹۷۰ و همزمان با دریافت پیشنهاد قرارداد از سوی فرانک ویلیامز آغاز شد. او در چهار مسابقه برای دتوماسو رانندگی کرد، و در پایان فصل از این تیم جدا شده و در کنار گراهام هیل به برابهام پیوست. او تنها یک بار و در جایزه بزرگ اتریش ۱۹۷۱ بر روی سکو رفت و در پایان فصل ۱۹۷۱، با توجه به نگرانی‌اش از قابلیت‌های مدیریتی رئیس جدید برابهام، برنی اکلستون، این تیم را نیز ترک کرد. با این حال، پیوستن او به تیم سرتیز پس از جدایی از برابهام مشخصاً قدم موفقی نبود و او تنها توانست نیمی از ۱۲ مسابقه‌ای که آغاز کرده‌بود را به پایان برساند. شنکن پس از آن نتوانست یک صندلی رانندگی تمام‌وقت را برای خود کسب کند و در دو فصل بعدی تنها با سه تیم مختلف در هشت مسابقه شرکت کرد.
تونی گیز نخستین رانندهٔ استرالیایی بود که در مسابقات فرمول یک حضور یافت. او که خلبان سابق هواپیما در جنگ جهانی دوم و دارای چندین پیروزی در عرصهٔ هوانوردی بود، به‌عنوان یکی از برترین ستارگان پروازی کشور استرالیا محسوب می‌شد. او در فصل ۱۹۵۲ موفق به آغاز سه مسابقه شد، اما تنها یکی از این مسابقه‌ها را در جایگاه چهاردهم به پایان رساند.

### سایر رانندگان سابق
هفت رانندهٔ دیگر اهل استرالیا دست‌کم در یک مسابقه شرکت کرده‌اند:
- لری پرکینز
- دیوید واکر
- ورن شوپن
- فرانک گاردنر
- پائول هاوکینز
- پل انگلند
- وارویک براون

دو رانندهٔ دیگر نیز دست‌کم در یکی از مراحل تعیین‌خط مسابقات حضور داشته‌اند، اما موفق به آغاز مسابقه نشده‌اند:
- برایان مک‌گوایر
- کن کاوانا

## جدول زمانی
| رانندگان کنونی | رانندگان کنونی             |
| -------------- | -------------------------- |
| اسکار پیاستری  | الگو:۲۰۲۳                  |
| دنیل ریکاردو   | ۲۰۱۱–2023                  |
| رانندگان سابق  |                            |
| تونی گیز       | ۱۹۵۲                       |
| جک برابام      | ۱۹۵۵–۱۹۷۰                  |
| پل انگلند      | ۱۹۵۷                       |
| کن کاوانا      | ۱۹۵۸                       |
| فرانک گاردنر   | ۱۹۶۴–۱۹۶۵، ۱۹۶۸            |
| پائول هاوکینز  | ۱۹۶۵                       |
| تیم شنکن       | ۱۹۷۰–۱۹۷۴                  |
| دیوید واکر     | ۱۹۷۱–۱۹۷۲                  |
| ورن شوپن       | ۱۹۷۲، ۱۹۷۴–۱۹۷۵، ۱۹۷۷      |
| لری پرکینز     | ۱۹۷۴، ۱۹۷۶–۱۹۷۷            |
| آلن جونز       | ۱۹۷۵–۱۹۸۱، ۱۹۸۳، ۱۹۸۵–۱۹۸۶ |
| وارویک براون   | ۱۹۷۶                       |
| برایان مک‌گوایر | ۱۹۷۷                       |
| گری برابام     | ۱۹۹۰                       |
| دیوید برابام   | ۱۹۹۰، ۱۹۹۴                 |
| مارک وبر       | ۲۰۰۲–۲۰۱۳                  |
| منبع:          |                            |